# Kościół św. Sebastiana w Poznaniu
Kościół św. Sebastiana w Poznaniu – niezachowany rzymskokatolicki kościół filialny (początkowo parafialny), zlokalizowany w Poznaniu na Piotrowie, w nieokreślonej dotąd precyzyjnie lokalizacji.

## Historia
Dokładna data powstania świątyni nie jest znana. Prawdopodobnym fundatorem mógł być biskup Sebastian Branicki i wówczas był to kościół parafialny. Został spalony podczas potopu szwedzkiego i odbudowany około 1661 z takiego samego materiału jak wcześniej i w podobnej formie. Poświęcił go biskup Wojciech Tolibowski 20 stycznia 1662. Z braku funduszy na utrzymanie został włączony do parafii przy kolegiacie św. Mikołaja i przestał pełnić funkcję świątyni parafialnej. Obiektu pilnował pustelnik żyjący z jałmużny, gdyż nabożeństwa były tu odprawiane bardzo rzadko. 
W 1781 był wizytowany przez Józefa Rogalińskiego i był wówczas w bardzo złym stanie technicznym. Zaborcy pruscy odmawiali środków na remont świątyń katolickich, widząc w tym element nacisku germanizacyjnego, w związku z czym świątynia popadła w ruinę. W 1805 podjęto decyzję o jej rozbiórce. W miejscu kościoła stał potem krzyż i lipa.

## Architektura
Obiekt był częściowo drewniany, częściowo z muru pruskiego, pokryty gontem, z pięcioma oknami i dwoma wejściami. Miał drewnianą wieżę, być może sygnaturkę z dwoma niewielkimi dzwonami o nieznanej dacie konsekracji. Podłoga wykonana była z cegły. Świątynia miała drewnianą, malowaną ambonę, nie posiadała natomiast chóru. Dysponowała niewielkimi organami. Do kościoła przylegała drewniana zakrystia, wąska z jednym oknem szklanym wzmocnionym żelazną kratą. Dysponowała szafą i drzwiami zamykanymi na kłódkę.

## Otoczenie
Wokół kościoła istniał cmentarz otoczony drewnianym płotem, na którym chowano mieszkańców Piotrowa. W obrębie nekropolii stał drewniany, dwuizbowy, kryty gontem dom stróża kościelnego, prawdopodobnie wspomnianego pustelnika.